# 26954 Skadiang
26954 Skadiang este un asteroid din centura principală de asteroizi.

## Descriere
26954 Skadiang este un asteroid din centura principală de asteroizi. A fost descoperit pe 25 iunie 1997 la Campo Imperatore de Andrea Boattini. Asteroidul prezintă o orbită caracterizată de o semiaxă mare de 2,35 ua, o excentricitate de 0,20 și o înclinație de 6,5° în raport cu ecliptica.